# Prezes Urzędu Rejestracji Produktów Leczniczych, Wyrobów Medycznych i Produktów Biobójczych
Prezes Urzędu Rejestracji Produktów Leczniczych, Wyrobów Medycznych i Produktów Biobójczych – centralny organ administracji rządowej, właściwy w sprawach związanych z:
- dopuszczaniem do obrotu produktów leczniczych, z wyłączeniem produktów leczniczych dopuszczanych do obrotu bez konieczności uzyskania pozwolenia – w zakresie określonym ustawą z dnia 6 września 2001 r. – Prawo farmaceutyczne (Dz.U. z 2021 r. poz. 1977);
- udostępnianiem na rynku i stosowaniem produktów biobójczych – w zakresie określonym ustawą z dnia 9 października 2015 r. o produktach biobójczych (Dz.U. z 2021 r. poz. 24);
- wprowadzaniem do obrotu i do używania wyrobów – w rozumieniu i na zasadach określonych w ustawie z dnia 7 kwietnia 2022 r. o wyrobach medycznych (Dz.U. z 2024 r. poz. 1620);
- badaniami klinicznymi, w tym badaniami klinicznymi weterynaryjnymi – w zakresie określonym ustawą z dnia 6 września 2001 r. – Prawo farmaceutyczne oraz ustawą z dnia 20 maja 2010 r. o wyrobach medycznych.

Zasady i obszar działania Urzędu określa ustawa o Urzędzie Rejestracji Produktów Leczniczych, Wyrobów Medycznych i Produktów Biobójczych z dnia 18 marca 2011 r.

## Komisje opiniodawczo-doradcze Prezesa Urzędu
Zgodnie z ustawą o Urzędzie Rejestracji Produktów Leczniczych, Wyrobów Medycznych i Produktów Biobójczych z dnia 18 marca 2011 r. (Dz.U. z 2023 r. poz. 1223) przy Prezesie działa 6 komisji opiniodawczo-doradczych:
- Komisja ds. Produktów Leczniczych;
- Komisja ds. Produktów Leczniczych Weterynaryjnych;
- Komisja ds. Wyrobów Medycznych;
- Komisja ds. Produktów Biobójczych;
- Komisja ds. Produktów z Pogranicza;
- Komisja Farmakopei.

## Adres
Al. Jerozolimskie 181C
02-222 Warszawa